# IPBX

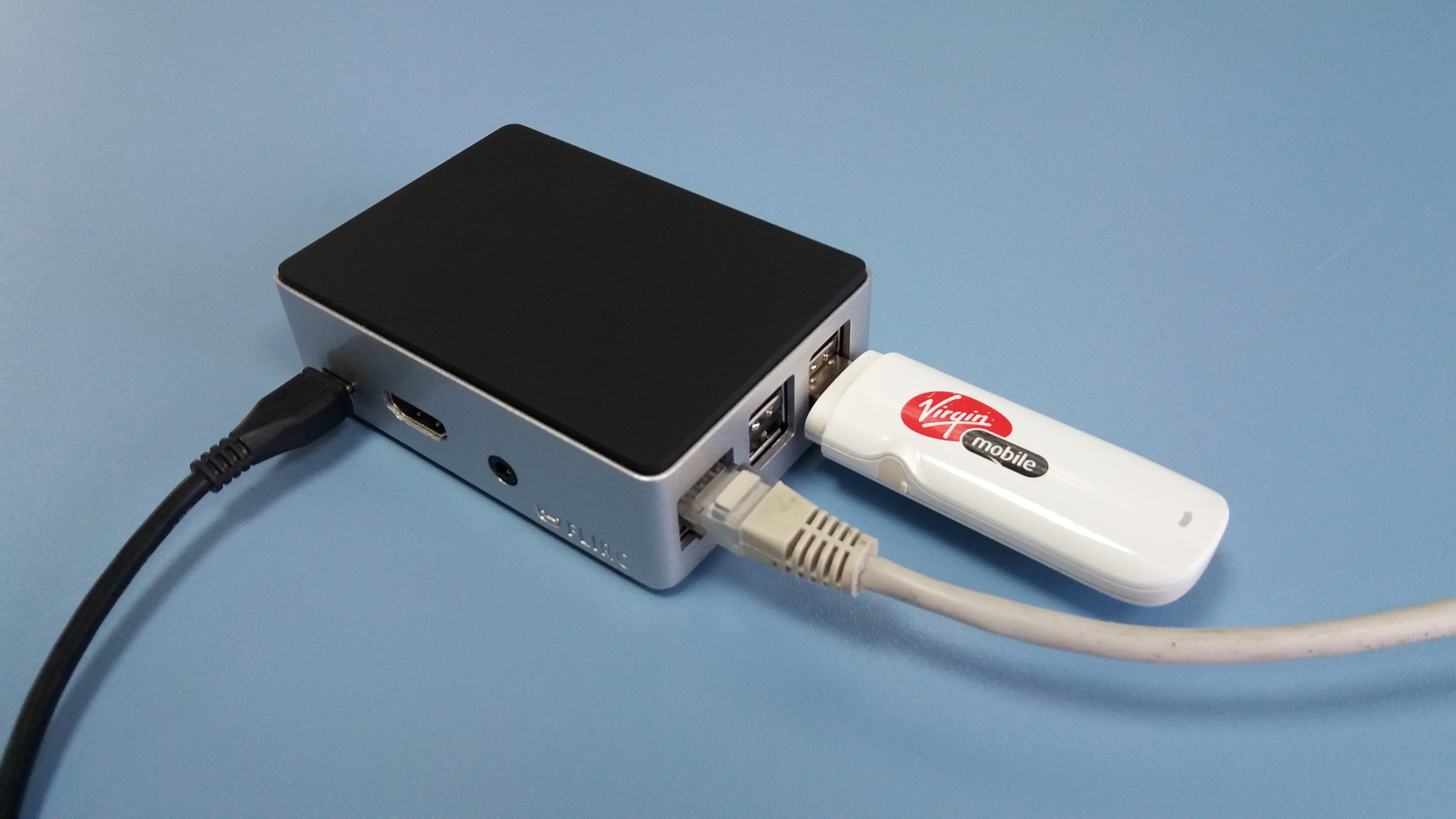
PBX basé sur Astérisque sur Raspberry PI avec modem 3G

Dans l'industrie des télécommunications, on désigne par PABX IP (PBX IP ou encore IPBX; de l'anglais Internet Protocol Private Branch eXchange) un autocommutateur téléphonique privé utilisant le protocole internet (IP) pour gérer les appels téléphoniques d'une entreprise, en interne sur son réseau local (LAN). Couplé à des technologies de voix sur IP, les communications téléphoniques peuvent ainsi être acheminées sur le réseau étendu (WAN) de l'entreprise, facilitant la communication d'entreprise.

## PABX et PABX IP
Le terme « PABX IP » est utilisé pour distinguer un système de téléphonie sur IP par opposition au terme général PABX pour les systèmes de téléphonie à commutation de circuits numériques traditionnels. Le PABX IP est l'évolution vers l'IP du PABX traditionnel.[réf. nécessaire]

## Fonctions prises en charge
Les PABX IP visent à prendre en charge les mêmes services que ceux offerts par les PABX traditionnels, en général au minimum la quinzaine de services classiques (mise en garde, transfert, renvois, etc.) les plus fréquemment utilisés par 98 % des utilisateurs[réf. nécessaire]. Au-delà, la liste est variable selon le fournisseur et le modèle, de 50 services environ pour les micro PABX IP premier prix, jusqu’à 500 services et plus pour les systèmes haut de gamme utilisés dans les grandes entreprises : fonctions spécifiques à certains marchés nationaux (ex. filtrage patron secrétaire), fonctions centre d'appel, CTI, SVI, mobilité DECT multi cellules, fonctions hôtelières et hospitalières, possibilités d’intégration avec le système d'information et les applications métiers du client etc.

## Différentes catégories de systèmes
Le marché de la téléphonie privée se répartit en trois catégories :
- Les systèmes traditionnels à commutation de circuits entièrement numériques, sur lesquels on peut raccorder des postes numériques et des terminaux analogiques. Selon l'institut Infonetics Research[2], ils ont représenté au niveau mondial environ 21 % du nombre total de lignes vendues en 2006, mais sont en déclin constant d'une année sur l'autre (29 % en 2005).
- Les systèmes complètement IP sur lesquels on peut raccorder des soft-phones et des postes IP, ainsi que des terminaux analogiques au moyen de passerelles. Selon le même institut, ils ont représenté environ 16 % du nombre total de lignes vendues en 2006, en hausse par rapport à 2005 (11 %).
- Les systèmes hybrides (numériques et IP) qui mélangent le meilleur des deux mondes. On peut raccorder les postes numériques et analogiques existants ainsi que des postes IP et des soft-phones comme ci-dessus, ce qui permet d'assurer une transition progressive vers l'IP pour satisfaire la base installée. Selon le cabinet Infonetics, ils ont représenté environ 63 % du nombre total de lignes vendues en 2006, en hausse par rapport à 2005 (60 %).

Les systèmes de la première catégorie correspondent aux « PABX traditionnels », tandis que les systèmes des deux autres catégories correspondent aux « PABX IP ».

### Logiciels IPBX
- 3CX Phone System (en)
- Asterisk (logiciel)
- Alcatel-Lucent OmniPCX Enterprise (OXE)

## Sources
1. ↑  (pt-BR) Made4IP, « O que é PABX em Nuvem? Central de Telefônia em Nuvem », sur Made4IP, 2 mai 2023 (consulté le 6 septembre 2023)
2. ↑  INFONETICS, “4Q06 Worldwide Enterprise Telephony Market Share and Forecasts”, février 2007